# Proteus (软件)
Proteus是由Lab Center Electronics公司推出的电子设计自动化（EDA）软件。除具有其它EDA软件的仿真功能，还能仿真单片机及其外围器件。